# Crepidium tjiwideiense
Crepidium tjiwideiense là một loài thực vật có hoa trong họ Lan. Loài này được (J.J.Sm.) Szlach. mô tả khoa học đầu tiên năm 2001.